# Ianca
Ianca város  Brăila megyében, Munténiában, Romániában.

## Fekvése
A megye közép-nyugati részén helyezkedik el, 15 km-re a megyeszékhelytől, Brăilától, és 15 km-re Făurei városától.

## Történelem
Első írásos említése 1834-ből való.
Városi rangot 1989-ben kapott.

## Népesség
A város népességének alakulása:
- 1992 - 11 736 lakos
- 2002 - 11 383 lakos

## Testvérvásosok
- - La Chapelle sur Erdre - Franciaország (2005)